# Hennigsdorf
Hennigsdorf est une ville de Brandebourg (Allemagne), située dans l'arrondissement de Haute-Havel, au nord de Berlin.

## Démographie
| Année | Population |
| ----- | ---------- |
| 1875  | 863        |
| 1890  | 1 178      |
| 1910  | 2 764      |
| 1925  | 7 914      |
| 1933  | 10 503     |
| 1939  | 13 383     |
| 1946  | 13 671     |
| 1950  | 16 611     |
| 1964  | 21 160     |
| 1971  | 25 093     |

| Année | Population |
| ----- | ---------- |
| 1981  | 28 155     |
| 1985  | 27 788     |
| 1989  | 25 770     |
| 1990  | 25 062     |
| 1991  | 24 737     |
| 1992  | 24 573     |
| 1993  | 24 505     |
| 1994  | 24 482     |
| 1995  | 24 528     |
| 1996  | 24 349     |

| Année | Population |
| ----- | ---------- |
| 1997  | 24 637     |
| 1998  | 25 472     |
| 1999  | 26 197     |
| 2000  | 26 306     |
| 2001  | 26 390     |
| 2002  | 26 435     |
| 2003  | 26 282     |
| 2004  | 26 142     |
| 2005  | 26 139     |
| 2006  | 26 007     |

| Année | Population |
| ----- | ---------- |
| 2007  | 25 891     |
| 2008  | 25 729     |
| 2009  | 25 900     |
| 2010  | 25 909     |
| 2011  | 25 597     |
| 2012  | 25 704     |
| 2013  | 25 800     |
| 2014  | 25 928     |
| 2015  | 26 264     |
| 2016  | 26 139     |

| Année | Population |
| ----- | ---------- |
| 2017  | 26 369     |
| 2018  | 26 272     |
| 2019  | 26 345     |
| 2020  | 26 559     |

Les sources de données se trouvent en détail dans les Wikimedia Commons.

## Histoire
| Appartenances historiques Marche de Brandebourg 1375-1806 Royaume de Prusse (Province de Brandebourg) 1806–1918 République de Weimar 1918–1933 Reich allemand 1933–1945 Allemagne occupée 1945–1949 République démocratique allemande 1949–1990 Allemagne 1990–présent |

## Villes jumelées

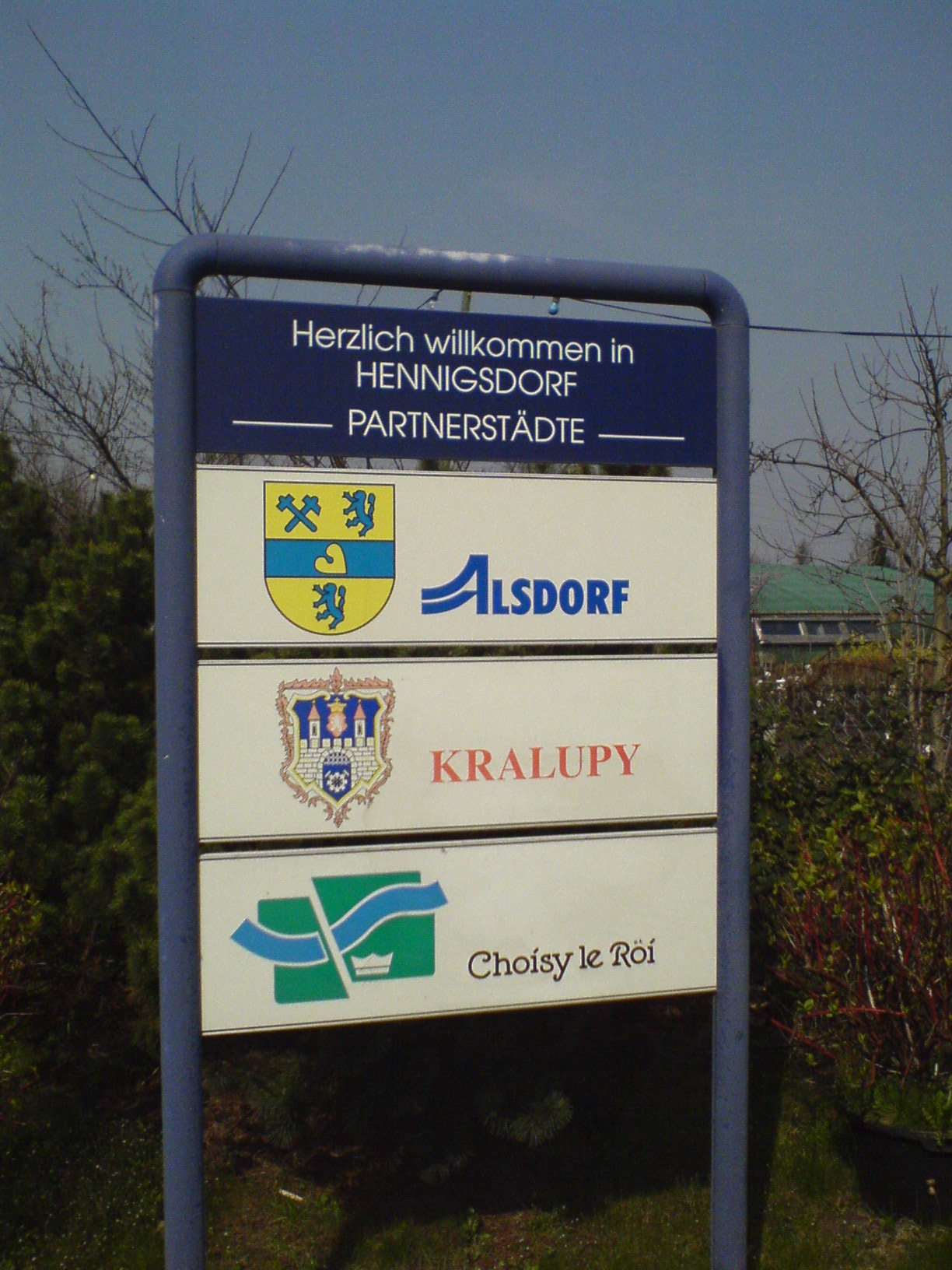
villes jumelées

- Alsdorf (Allemagne)
- Kralupy nad Vltavou (Tchéquie)
- Choisy-le-Roi (France)

## Transports
- Gare de Stolpe-Süd
- Gare de Hennigsdorf Nord

## Photos

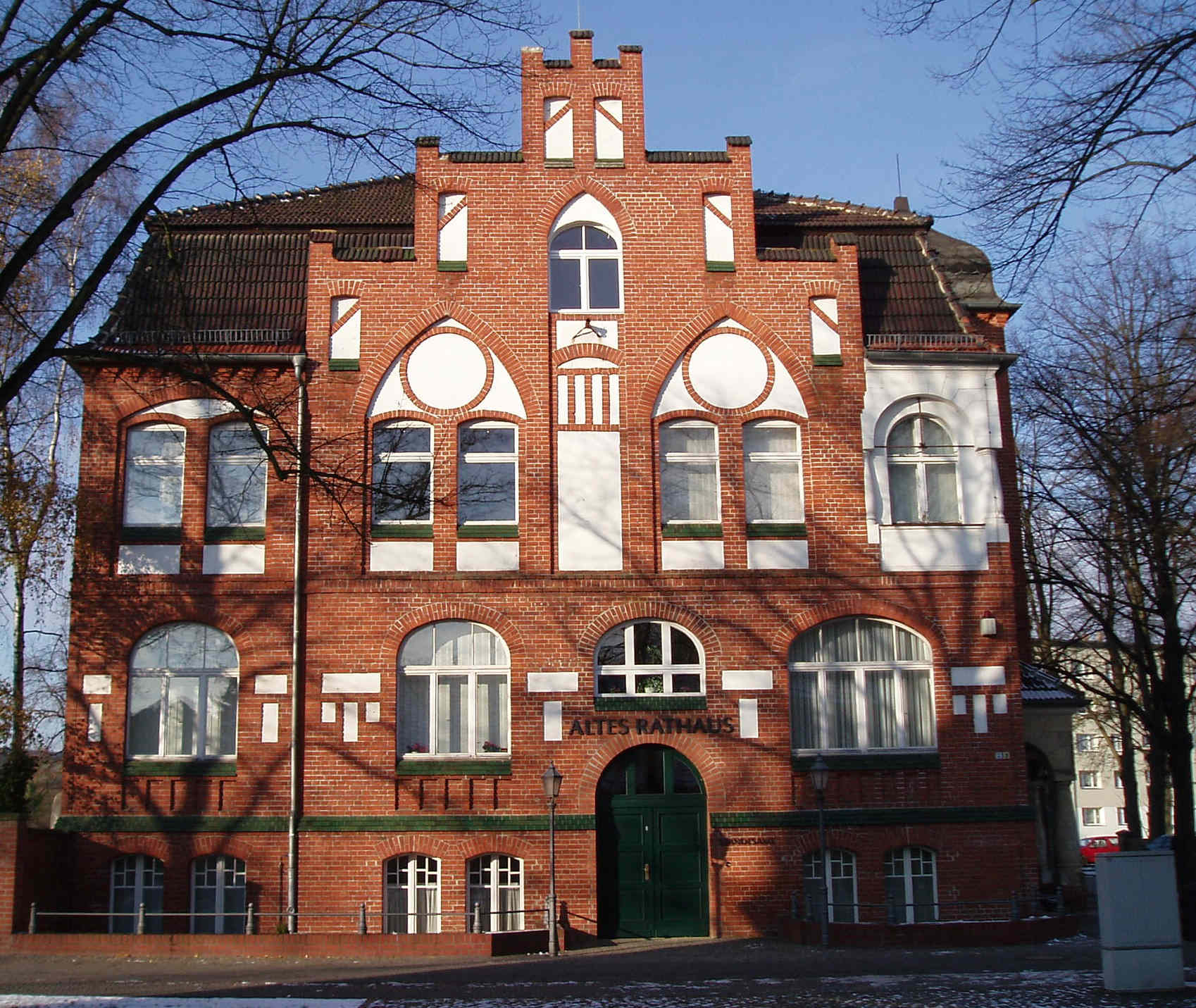
Ancien hôtel de ville
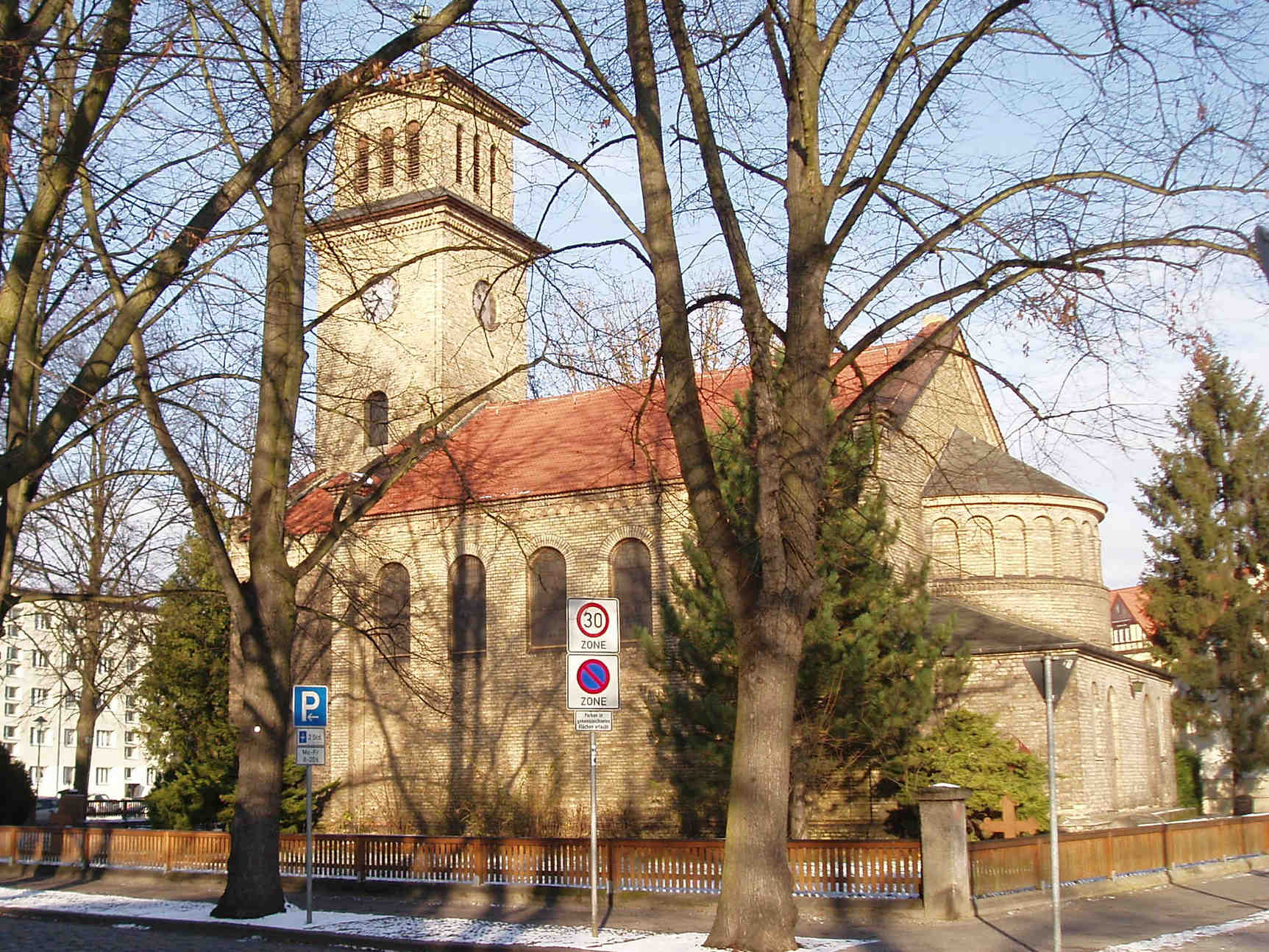
Église Martin Luther
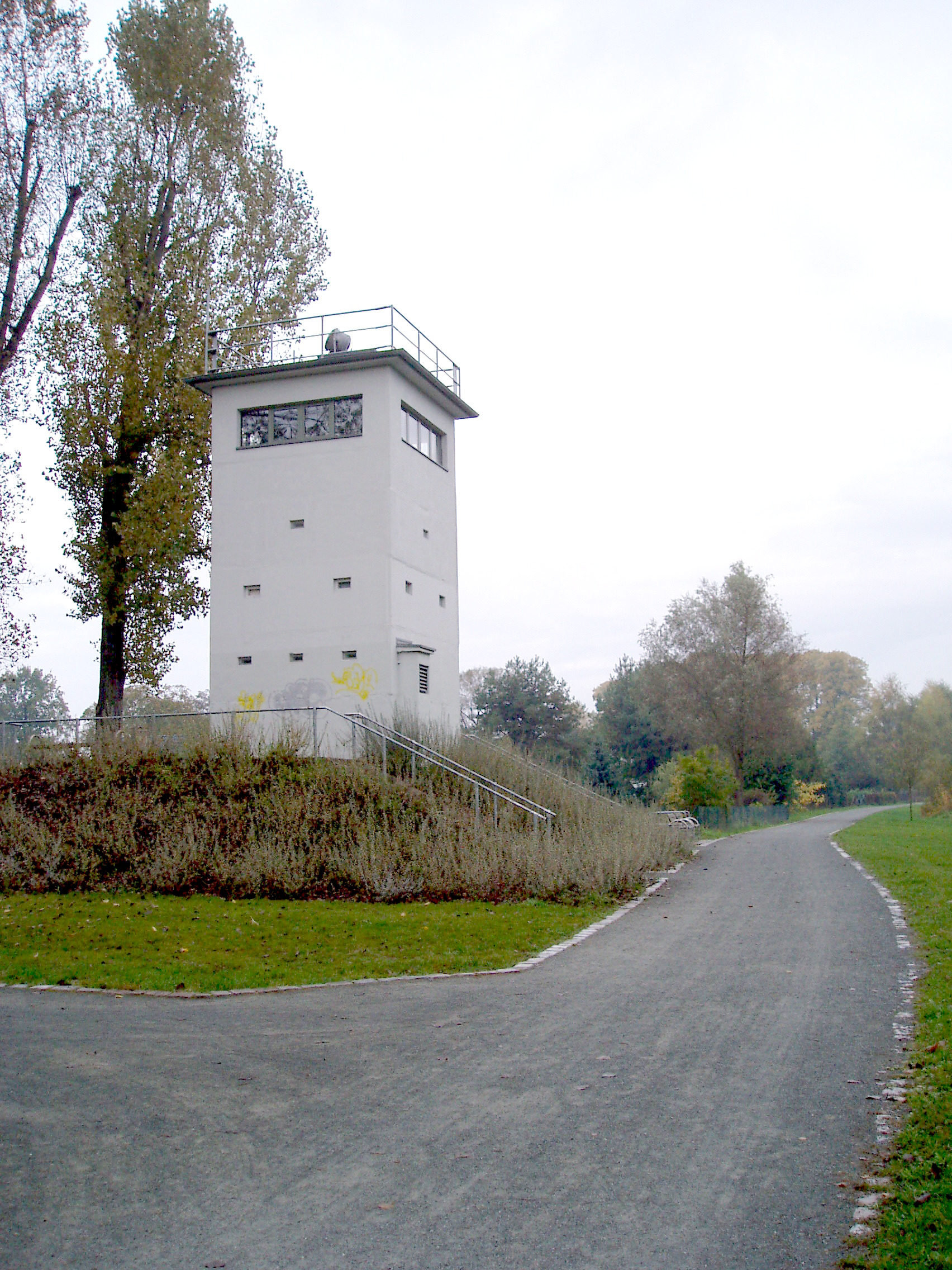
Mirador datant du mur de Berlin

## Personnalités liées à la ville
- Klara Schabbel (1894-1943), résistante communiste, exécutée
- Erich Muhsfeldt (1913-1948), militaire né à Neubrück.
- Erich Priebke (1913-2013), militaire né à Hennigsdorf.
- Michael Hartmann (1974-), footballeur né à Hennigsdorf.